# Clayton (Delaware)
Clayton è una città degli Stati Uniti, situata nelle contee di Kent e di New Castle, nello Stato del Delaware. La parte della città appartenente alla contea di Kent rientra all'interno dell'area micropolitana di Dover. Secondo il censimento del 2000 la popolazione era di 1 273 abitanti.

## Geografia fisica
Secondo i rilevamenti dello United States Census Bureau, la città di Clayton si estende su una superficie totale di 2,6 km², tutti quanti composti da terre. Il nome della città deriva da quello di John Middleton Clayton, politico dell'Ottocento del Delaware.

## Popolazione
Secondo il censimento del 2000, a Clayton vivevano 1 273 persone, ed erano presenti 346 gruppi familiari. La densità di popolazione era di 480 ab./km². Nel territorio comunale si trovavano 524 unità edificate. Per quanto riguarda la composizione etnica degli abitanti, il 90,26% era bianco, l'8,09% era afroamericano, lo 0,31% era nativo, e lo 0,08% era asiatico. Il restante 1,26% della popolazione appartiene ad altre razze o a più di una. La popolazione di ogni razza proveniente dall'America Latina corrisponde al 1,34% degli abitanti.
Per quanto riguarda la suddivisione della popolazione in fasce d'età, il 27,2% era al di sotto dei 18, il 7,3% fra i 18 e i 24, il 31,2% fra i 25 e i 44, il 20,3% fra i 45 e i 64, mentre infine il 14,0% era al di sopra dei 65 anni di età. L'età media della popolazione era di 36 anni. Per ogni 100 donne residenti vivevano 89,2 maschi.